# Жамбылский сельский округ (Жамбылский район, Жамбылская область)
Жамбы́лский се́льский окру́г (каз. Жамбыл ауылдық округі) — административная единица в составе Жамбылского района Жамбылской области Казахстана.
Административный центр — село Шайкорык.

## История
В 1989 году существовал как Джамбулский сельсовет в составе 6 населённых пунктов: Бесжилдик (ныне — село Шакена Ниязбекова), Ворошилово (ныне — Капал), Совтрактор (ныне — Коныртобе), Танты, посёлок Чайкурук (ныне — Шайкорык) и село Чайкурук (ныне — станция Шайкорык).
В периоде 1991—1998 годов:
- Джамбулский сельсовет был переименован и преобразован в Жамбылский сельский округ согласно реформам административно-территориального устройства Республики Казахстан;
- населённые пункты Ворошилово, Совтрактор, оба Чайкурука — были переименованы и транскрибированы в Капал, Коныртобе и Шайкорык соответственно.

Совместным постановлением акимата Жамбылской области от 16 марта 2021 года № 62 и решением Жамбылского областного маслихата от 16 марта 2021 года № 3-6 «О переименовании села Бесжылдык в село Шакена Ниязбекова Жамбылского сельского округа Жамбылского района Жамбылской области» — село Бесжилдык было переименовано в село Шакена Ниязбекова.

## Население
| Численность населения | Численность населения | Численность населения |
| 1989                  | 1999                  | 2009                  |
| --------------------- | --------------------- | --------------------- |
| 5323                  | ↗6387                 | ↗7239                 |

## Состав
| № | Населённый пункт       | Тип населённого пункта       | Население, 1989 | Население, 1999 | Население, 2009 |
| - | ---------------------- | ---------------------------- | --------------- | --------------- | --------------- |
| 1 | Капал                  | село                         | 565             | ↗572            | ↗581            |
| 2 | Коныртобе              | село                         | 365             | ↗377            | ↗437            |
| 3 | Танты                  | село                         | 260             | ↗322            | ↗530            |
| 4 | Шайкорык               | село, административный центр | 2 354           | ↗3 327          | ↗4 141          |
| 5 | Шайкорык               | станция                      | 242             | ↗259            | ↘179            |
| 6 | село Шакена Ниязбекова | село                         | 1 537           | ↘1 530          | ↘1 371          |